# 1606
- Wikisource

| Calendário gregoriano                                                        | 1606 MDCVI                          |
| Ab urbe condita                                                              | 2359                                |
| Calendário arménio                                                           | 1055 – 1056                         |
| Calendário bahá'í                                                            | -238 – -237                         |
| Calendário budista                                                           | 2150                                |
| Calendário chinês                                                            | 4302 – 4303 Início a 7 de fevereiro |
| Calendário copta                                                             | 1322 – 1323                         |
| Calendário etíope                                                            | 1598 – 1599                         |
| Calendários hindus - Vikram Samvat - Calendário nacional indiano - Cáli Iuga | 1661 – 1662 1527 – 1528 4706 – 4707 |
| Calendário Holoceno                                                          | 11606                               |
| Calendário islâmico                                                          | 1015 – 1016                         |
| Calendário judaico                                                           | 5366 – 5367                         |
| Calendário persa                                                             | 984 – 985                           |
| Calendário rúnico                                                            | 1856                                |
| Calendário solar tailandês                                                   | 2149                                |

1606 (MDCVI, na numeração romana)  foi um ano comum do século XVII do actual Calendário Gregoriano, da Era de Cristo, e a sua letra dominical foi A, teve 52 semanas, início a um domingo e terminou também a um domingo.
| Ano completo                    |
| ------------------------------- |
| Ano comum com início ao domingo |

## Eventos
- A Espanha proíbe suas colônias da América de fazer qualquer tipo de negociação com estrangeiros, sob risco de pena de morte.
- Descobrimento da Austrália por parte européia, através dos holandeses.
- Naufrágio na Baía de Angra, ilha Terceira, da nau portuguesa São Jacinto, embarcação da Carreira da Índia e provinda de Goa.
- Naufrágio de um navio de aviso espanhol na costa da ilha de Santa Maria, Açores.
- Fundação do Convento de Nossa Senhora da Conceição de Angra por Pedro Cardoso Machado, 3º neto de Gonçalo Eanes, tendo a Bula da sua fundação sido concedida pelo Papa Paulo V.[1]

### Janeiro
27 de janeiro - Conspiração da Pólvora: começa o julgamento de Guy Fawkes e de outros conspiradores, terminando com sua execução em 31 de janeiro.

### Fevereiro
- Inundações nas Velas, ilha de São Jorge, grandes chuvadas provocaram danos na vila de modo que as ruas ficaram reviradas.

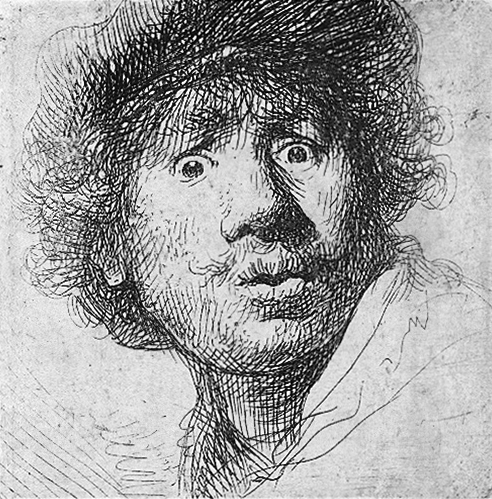
Autorretrato de chapéu, com os olhos arregalados, água-forte e buril, 1630

### Outubro
- 26 de outubro - Fundação da Companhia de Londres pelo rei James I da Inglaterra.

## Nascimentos
- 15 de julho - Rembrandt Harmenszoon van Rijn, pintor e gravador holandês (m. 1669).

## Epacta e idade da Lua
| Epacta gregoriana | 21      |
| Idade da Lua      | Letra B |